# Serene (yacht)
Pour les articles homonymes, voir Serene.
Le Serene est un yacht à moteur de luxe construit par les chantiers Fincantieri en Italie et livré en 2011.
Il est initialement la propriété de Yuri Scheffler, magnat russe de la vodka. Il a été racheté en 2015 par le prince Mohammed ben Salmane.
L'architecture navale a été conçue par Espen Oeino ainsi que le design de l'extérieur, tandis que l'intérieur du yacht a été conçu par Pascale Raymond de Reymond Langton Design.
En 2013, Serene est le 21e plus grand yacht du monde, avec une longueur de 133,9 mètres (439,4 pieds).

## Caractéristiques
La coque du Serene est en acier, tandis que sa superstructure est en aluminium, d'une longueur de 133,9 mètres (439,4 pieds) de long pour une largeur de 18,50 m, d'un tirant d'eau de 5,50 m, le tout pour une jauge brute de 8 231 t. Son pont terrasse est en teck.
Motorisé par 8 moteurs diesel MTU modèle 4000, le yacht atteint une vitesse de croisière de 15 nœuds (27,8 km/h) avec une vitesse maximum de 20 nœuds (37 km/h) grâce à 2 hélices. Il possède un réservoir de 800 000 litres pour une autonomie de 6 000 milles marins à 15 nœuds.
Le Serene dispose de 4 500 m² d'espace intérieur dont 2 700 m2 d’espace habitable, incluant 12 cabines de grand luxe pour accueillir les 24 passagers, le tout servi par 54 membres d'équipage. Il possède les aménagements des yachts de luxe, à savoir de stabilisateurs d'ancrage, d'un jacuzzi sur le pont arrière, d'une piscine, mais aussi de deux hélisurfaces dont un avec hangar mais ne dispose pas d'un sous-marin permettant une descente sous les mers à 100 m de profondeur.
Le Salvator Mundi pourrait se trouver à bord.